# Вигоницький район
Ви́гоницький райо́н (рос. Выгоничский район) — адміністративна одиниця на північному сході Брянської області Росії.
Адміністративний центр — смт. Вигоничі.

## Географія
Площа району — 1028 км². Основні річки — Десна, Ловча, Рожок, Крупець.

## Історія
Вигоницький район був сформований у 1929 році на основі Вигоницької волості Бежицького повіту, проте вже у 1932 році Вигоницький район був скасований, а його територія розділена між Брянським, Трубчевським та Почепським районами. У 1939 році район був знову відновлений.
5 липня 1944 року Указом Президії Верховної Ради СРСР була створена Брянська область, в територію якої входив Вигоницький район. У 1963 році район був знову скасований, а в 1977 році відновлений.

## Демографія
На 1 січня 2010 року, населення району становить 22,4 тис. осіб, у тому числі міське населення- 5,3 тис. (23,6 %). Усього налічується 83 сільських населених пункту. Найбільші села району є Кокіно та Лопуш.

## Адміністративний поділ
Після муніципальної реформи у 2005 році, у районі є 1 міське поселення і 9 сільських:
1. Вигоницьке міське поселення
2. Кокінське сільське поселення
3. Красносєльске сільське поселення(інші мови)
4. Лопушське сільське поселення
5. Ормєнське сільське поселення
6. Скрябінське сільське поселення
7. Сосновське сільське поселення(інші мови)
8. Утинське сільське поселення
9. Хмєлєвське сільське поселення
10. Хутор-Борське сільське поселення

## Економіка
Бюджет району Вигоницького району на 2010 рік становить приблизно 150 млн рублів.

## Освіта і наука
У селі Кокіно Вигоницького району розташована Брянська державна сільськогосподарська академія.

## Визначні пам'ятки
Залишки древніх сіл та міст вздовж річок Десна та Рєвна.
Село Лопуш Вигоницького району є батьківщиною поета — М. М. Грибачова